# Taksi
Taksi je vozilo prilagođeno prijevozu jednog ili manje grupe putnika u gradskom i međugradskom a ponekad i međunarodnom prijevozu. Riječ taksi također označava službu u kojoj su vozači taksi vozila udruženi u jednu organizaciju na određenom području. 

## Povijest
Početkom 17. stoljeća na ulicama Pariza i Londona prometovale su kočije koje su vukli konji a koje su se mogle iznajmiti za prijevoz ulicama ovih gradova. U 19. stoljeću u ovim gradovima su kraljevskim ukazima određena i prva pravila taksi službe koja su zahtijevala unaprijeđenje dizajna radi povećanja sigurnosti i brzine prijevoza.
Vremenom su kočije s konjima zamijenili automobili koji su kroz prošlost postajali udobniji, sigurniji i brži način prijevoza putnika. Današnji automobili namijenjeni taksi službi su klimatizirani i opremljeni najsuvremenijom opremom za što udobniji prijevoz. 
U nekim dijelovima svijeta taksi usluga se i danas obavlja na stari i tradicionalan način s vozilima poput rikši (dvokolica koju vuku ljudi) ili trokolica na motorni pogon.

## Propisi i oprema
Moderno taksi vozilo je danas nezamislivo bez taksimetra, klima uređaja, radio prijemnika, udobnih sjedišta pa čak i TV prijemnika. Taksi vozilo također raspolaže s velikim prtljažnikom za smještaj putničke prtljage. Na krovu vozila mora se nalaziti istaknuta osvjetljena oznaka Taxi s jedinstvenim brojem vozila.
Vozači taksi vozila u Hrvatskoj moraju biti osposobljeni prema važećim zakonima i propisima. Svaki taksi vozač mora položiti odgovarajuću B kategoriju za upravljanje motornim vozilima, završiti izobrazbu za vozača cestovnog vozila te položiti tečaj na kojem uči kulturno-povijesne znamenitosti i raspored ulica, hotela i drugih važnijih institucija i lokacija grada u kojem će obavljati taksi službu.
Ovisno o propisima koje nalaže lokalna samouprava taksi vozila moraju biti posebno označena, obojana u određenu boju, a ponekad i s istaknutim grbom grada na vratima vozila (pr. Dubrovnik).
Za vrijeme pružanja usluge prijevoza vozač taksi vozila dužan je uključiti taksimetar prilikom prijema putnika u vozilo te ga isključiti odmah po dolasku na cilj. Po dolasku na cilj vozač je dužan izdati ovjereni račun usluge.

## Cijene usluge
Cjenik taksi usluga određuje se na lokalnoj razini pa je tako usluga negdje puno skuplja a negdje jeftinija. U cijenu usluga ulazi startna cijena vožnje, cijena po prijeđenom kilometru i cijena po komadu prtljage. Čekanje se naplaćuje prema posebnom cjeniku.
Uobičajeno je, a i propisima dozvoljeno, da se cijena međugradske vožnje može unaprijed dogovoriti, pa u tom slučaju taksi vozač nije dužan uključivati taksimetar.

## Taksi stajališta
Taksi stajališta su unaprijed određena mjesta za prihvat taksi vozila a određuju se na lokalnoj razini. Uobičajeno je da se taksi stajališta grade na autobusnim i drugim kolodvorima, pomorskim lukama, zračnim lukama. Stajališta se također grade u najfrekventnijim dijelovima grada, pored hotela, bolnica i ostalih značajnijih i posjećenijih institucija. Taksi stajališta su opremljena telefonom za poziv i naručivanje taksi vozila na određenu lokaciju.

## Vanjske poveznice
- Taksi Hrvatska tehnička enciklopedija, portal hrvatske tehničke baštine. LZMK